# Picco d'armi
Il picco d'armi o martello d'armi a becco di corvo (Horseman's pick in lingua inglese, Reiterhammer in lingua tedesca, Nazdiak in lingua polacca, Наджак in lingua russa) era un'arma bianca in uso alle forze di cavalleria dell'Europa Orientale durante il Medioevo. Derivato da un'arma in uso presso i turchi, era molto diffuso tra gli ussari alati, il corpo di cavalleria pesante d'élite della Confederazione Polacco-Lituana.

## Storia
Come il martello d'armi, anche il picco d'armi origina dalla trasposizione in campo bellico di uno strumento da lavoro, il piccone, adattato ai bisogni tattici del cavaliere in arcioni. Tanto quanto l'ascia d'armi, il picco d'armi si diffuse massicciamente a seguito dei contatti degli europei con i cavalieri turchi ottomani impegnati a combattere nei Balcani (XIV-XV secolo).
Diffusosi tra i ranghi degli ussari alati della confederazione Polacco-Lituana a partire dal XVI secolo, il picco d'armi, o nazdiak in lingua polacca, ebbe un grande successo. L'arma restò in uso alla cavalleria fino al XVIII secolo e, in diverse occasioni, proclami regi fecero espressa proibizione alla turbolenta nobiltà polacco-lituana (szlachta) di portare il nazdiak ed altre armi da botta al di fuori del campo di battaglia: 1578, 1601 e 1620. Eloquente in merito quanto testimoniatoci dal resoconto dell'abate Jędrzej Kitowicz, vissuto al tempo di Augusto III di Polonia:
(Jędrzej Kitowicz,Opis obyczajów za panowania Augusta III)

## Costruzione
Il picco d'armi presenta notevoli similitudini con il martello d'armi, tanto che alcune varianti delle due armi sono pressoché identiche. In ambito germanico poi, entrambe le armi sono identificate come hammer ("martello" in lingua tedesca): reiterhammer ("martello da cavaliere") il picco d'armi e kriegshammer ("martello da guerra") il martello d'armi.
Mettendo a confronto un nazdiak polacco con un martello d'armi francese o italiano balzano all'occhio le differenze fondamentali. Là dove il martello d'armi occidentale (come il più pesante mazzapicchio) è atto a colpire sia con la testa, spesso dentata, del martello che con la punta ricurva, il picco d'armi offende principalmente con quest'ultima parte ed ha la testa di martello ridotta ad un mero contrappeso. Altra caratteristica distintiva del nazdiak polacco è il suo essere realizzato interamente in metallo, come la mazza d'armi italiana, e la lunghezza maggiore rispetto a quella del martello d'armi.
Forme ibride tra il martello ed il picco presentano testa di martello ridotta ad un mero contrappeso per la lunga "penna" metallica che si protende sull'altro lato della testa, mentre altre, i martelli a becco di corvo propriamente detti, presentano testa di martello lunga e curva che pare proseguire la curvatura del becco posteriore.
Tanto quanto il martello d'armi, anche il picco sviluppò alcune forme ibride, come il caso di armi in cui, contrapposta alla lunga "penna" del piccone si trovava non una testa di martello ma una piccola lama di scure.

### Libri
- (PL) Włodzimierz Kwaśniewicz: 1000 słów o broni białej i uzbrojeniu ochronnym, Varsavia, 1981,  p. 123, ISBN 83-11-06559-4.
- (DE) Wendelin Boeheim, Handbuch der Waffenkunde, Lipsia, Wiesbaden, 1985  [1890], ISBN 978-3-201-00257-8.
- (EN) Auguste Demmin, An Illustrated History of Arms and Armour from the earliest period to the present time, Londra, George Bell & Sons, 1877.
- (PL) Jędrzej Kitowicz, Opis obyczajów za panowania Augusta III, 1840.
- (DE) André Schulze, Mittelalterliche Kampfesweisen. Band 2: Kriegshammer, Schild und Kolben, Magonza, 2007, ISBN 3-8053-3736-1.

### Riviste
- (EN) Mieczyslaw Paszkiewicz, Polish War Hammers. Czekan, Nadziak, Obuch, in Journal of the Arms & Armour Society, VIII, n. 3, 1975,  pp. 225-228.